# Vernoux-en-Vivarais
Vernoux-en-Vivarais ist eine französische Gemeinde mit 1985 Einwohnern (Stand 1. Januar 2022) im Département Ardèche in der Region Auvergne-Rhône-Alpes.

## Geografie
Die Gemeinde liegt im östlichen Zentralmassiv, im Haut Vivarais, auf dem Plateau von Vernoux.

## Bevölkerungsentwicklung
| Jahr                       | 1962 | 1968 | 1975 | 1982 | 1990 | 1999 | 2006 | 2016 |
| Einwohner                  | 1929 | 1941 | 1885 | 1969 | 2037 | 1721 | 1877 | 1961 |
| Quellen: Cassini und INSEE |      |      |      |      |      |      |      |      |

## Massaker von Vernoux
Im Jahre 1745 sollte der zuvor in Le Chambon verhaftete hugenottische Prediger Matthias Desubas, der nun unter scharfer Bewachung nach Montpellier gebracht wurde, über Nacht im damaligen Vernoux inhaftiert werden.
An den Toren des Ortes hatte sich eine große unbewaffnete Menge von Männern, Frauen und Kindern versammelt und forderte Desubas’ Freilassung. Sie drückten ihre Trauer, aber auch Ärger aus. Einige der Einwohner von Vernoux, die der römisch-katholischen Seite zuneigten, waren der Ansicht, den auf diese Weise bedrängten Soldaten beistehen zu müssen und schossen aus ihren Fenstern auf die Menschenmenge. 30 Personen starben und 200 bis 300 wurden verwundet. Diese Ereignisse sollten unter der Bezeichnung Massaker von Vernoux bekannt werden. Einige der Hirten der Wüste, wie die Leiter der evangelischen Untergrundkirche genannt wurden, verurteilten den Aufstandsversuch der Protestanten; insbesondere Desubas selbst bemühte sich, die aufgebrachte Menge zu beruhigen. Er wurde wie geplant über Nacht im örtlichen Gefängnis inhaftiert.
Am nächsten Morgen versammelte sich eine noch größere Menge evangelischer Christen, diesmal bewaffnet. Es gelang Desubas aber aus dem Gefängnis heraus, eine Nachricht in der Menge zu verbreiten: „Ich flehe euch ernstlich an, meine Herren, euch zurückzuziehen. Es wurde schon zuviel Blut vergossen. Ich bin ganz ruhig und habe mich ganz dem Willen Gottes ergeben.“ Seiner Bitte wurde entsprochen, und die Menge löste sich auf.
Desubas wurde im Folgejahr hingerichtet. Er gilt als evangelischer Märtyrer.